# Différentiel (mécanique)
À ne pas confondre avec la différentielle en mathématiques ou le disjoncteur différentiel en électrotechnique.
 (août 2012).
Si vous disposez d'ouvrages ou d'articles de référence ou si vous connaissez des sites web de qualité traitant du thème abordé ici, merci de compléter l'article en donnant les références utiles à sa vérifiabilité et en les liant à la section « Notes et références ».

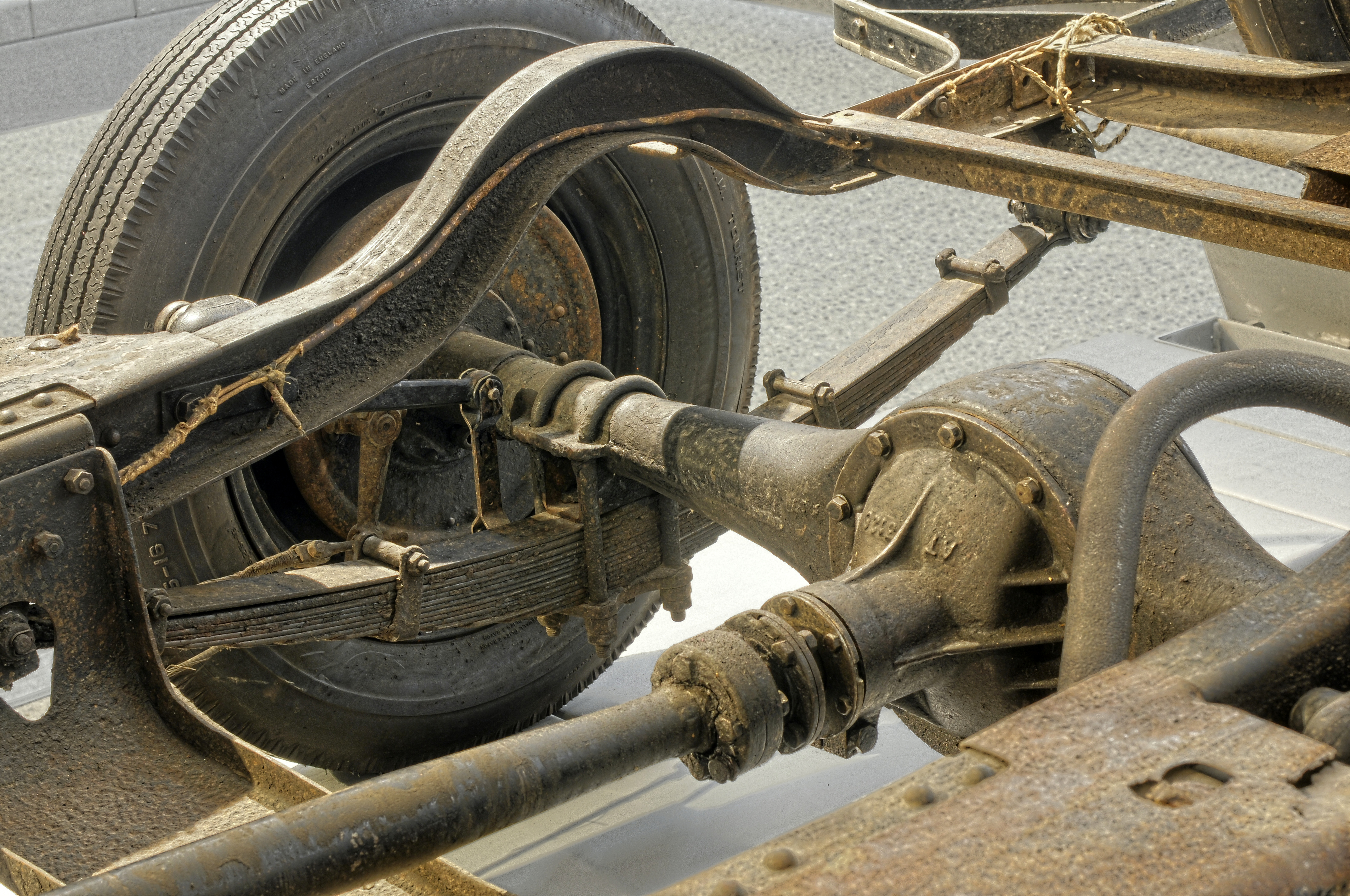
Différentiel Škoda.

Un différentiel est un système mécanique qui a pour fonction de distribuer une vitesse de rotation par répartition de l'effort cinétique, de façon adaptative, immédiate et automatique, aux besoins d'un ensemble mécanique.
Par exemple, il est très utile sur un véhicule automobile où il permet aux roues motrices de tourner à des vitesses différentes lors du passage d'une courbe : les roues situées à l'extérieur du virage tournent plus vite que celles situées à l'intérieur.

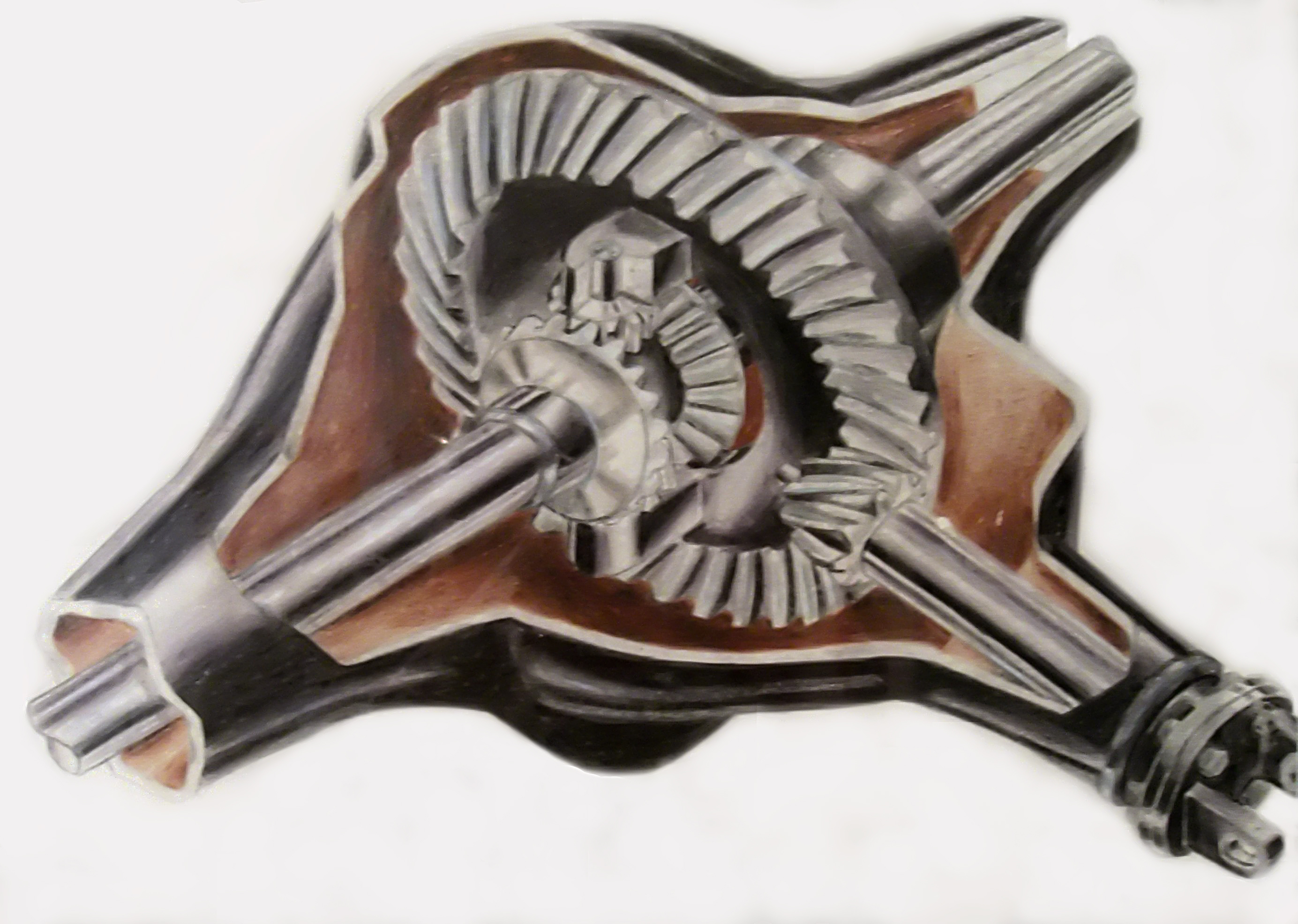
Éclaté d'un différentiel monté sur l'axe arrière d'une automobile.

## Histoire
Le différentiel mécanique est breveté en 1827 par le mécanicien français et maître horloger Onésiphore Pecqueur, et employé dès 1860 sur les premiers véhicules routiers à vapeur.
Il en existe toutefois des traces beaucoup plus anciennes dans le domaine de l'horlogerie, notamment sur une illustration de l'horloge à équation de Dauthiau, issue de l'Encyclopédie de Diderot et d'Alembert éditée de 1751 à 1772, ainsi qu'un mécanisme similaire dans la machine d'Anticythère datée entre 100 et 150 av. J.-C.

## Fonctionnement
Sous sa forme la plus fréquente le différentiel est composé d'un pignon conique (solidaire de l'arbre moteur) entraînant perpendiculairement une couronne dentée conique supportant une cage de pignons satellites, ceux-ci entraînant deux pignons planétaires solidaires des arbres entraînés.

Fonctionnement du différentiel mécanique
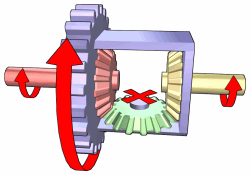
Les deux roues supportant la même charge le pignon central reste immobile et les deux roues tournent à la même vitesse.
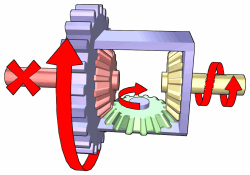
La roue de gauche étant bloquée seule la roue de droite est entrainée par le pignon central.

Sur ces deux images la motricité en provenance du moteur est représentée par la grande flèche rouge et s'exerce sur l'ensemble bleu qui peut entraîner les deux arbres rouge et jaune par l'intermédiaire du pignon intermédiaire vert qui actionne les pignons jaune et rouge :
- sur l'image de gauche, les deux arbres de sortie (à gauche/rouge et à droite/jaune) tournent à la même vitesse. L'effort de rotation est donc réparti équitablement et le pignon vert (appelé satellite, car il tourne avec l'ensemble bleu) ne tourne pas sur lui-même ;
- sur l'image de droite, l'arbre rouge est bloqué. Le pignon intermédiaire vert est alors entraîné. Il tourne sur lui-même et transfère un couple supplémentaire à l'arbre jaune ce qui accélère la rotation de cet arbre.

Le système fonctionne de manière adaptative : lorsqu'on freine « légèrement » un des deux arbres (pincement, frottement…) la vitesse de rotation de cet arbre se trouve ralentie et la vitesse de l'autre augmente d'autant. Cependant si l’adhérence d'une roue devient nulle (verglas par exemple) la traction est annihilée alors que la vitesse de cette roue libre est très élevée. On pallie ce problème grâce à un « différentiel autobloquant ».

## Cas d'utilisation

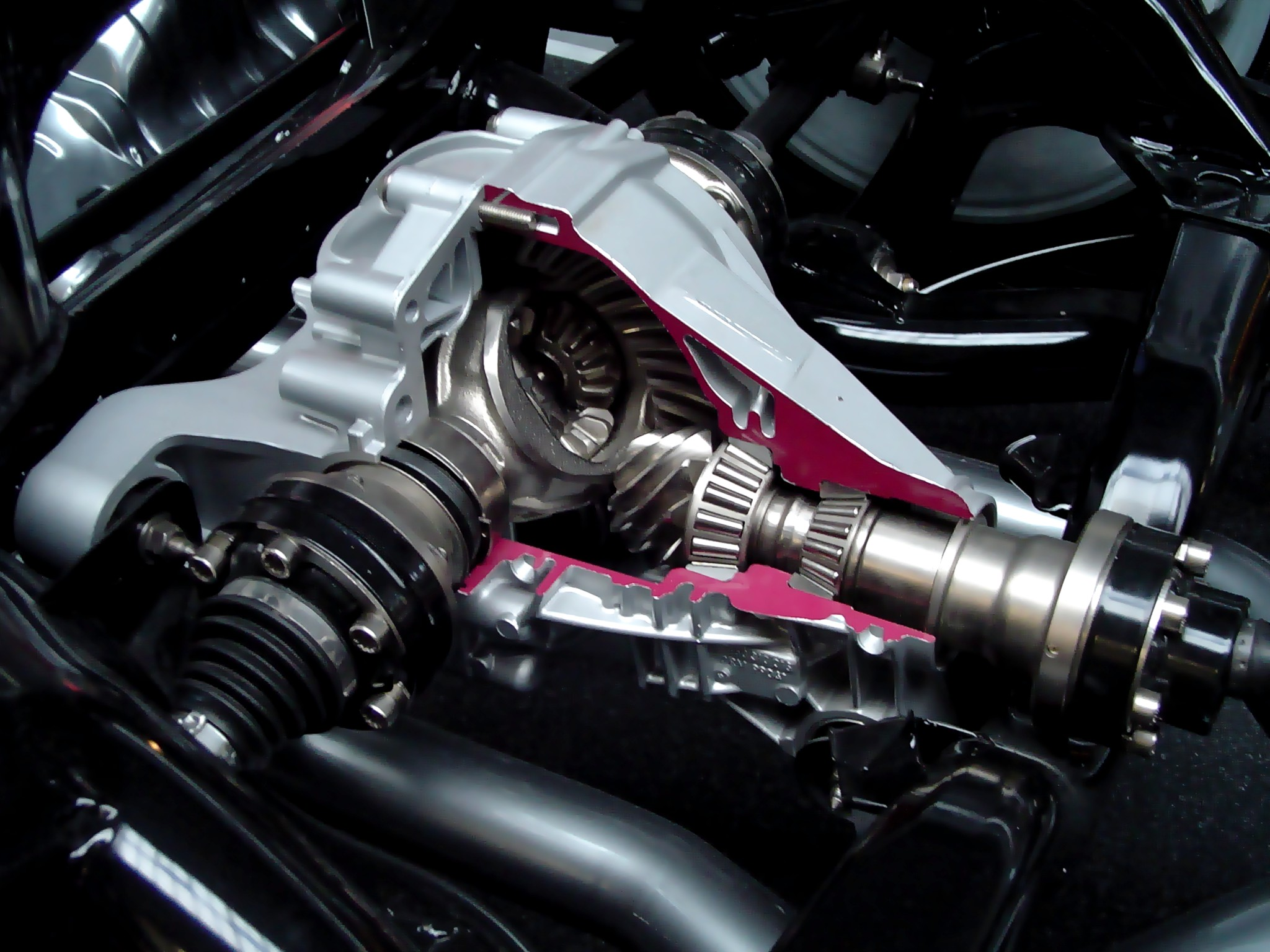
Un différentiel (Porsche Cayenne)

Le cas d'utilisation le plus répandu est l'entraînement d'un véhicule. Dans un virage, la roue située à l'intérieur (du côté où l'on tourne), ayant une distance plus faible à parcourir, tourne moins vite que la roue située à l'extérieur. Grâce au différentiel, la motricité est maintenue tout en autorisant la différence de vitesse entre les roues. Il assure ainsi une meilleure tenue de route (sans différentiel, un véhicule tend à aller tout droit) et permet de limiter l'usure des pneumatiques. D'autre part, un différentiel central doit être utilisé dans les véhicules à transmission intégrale permanente de manière à répartir le couple entre les essieux, qui peuvent eux aussi avoir des vitesses légèrement différentes, de la même manière qu'il le répartit dans sa position habituelle entre les roues.
Un autre cas d'utilisation est le domaine de l'horlogerie. Le différentiel peut alors avoir différentes fonctions. Il sert par exemple à compenser les différences de marche entre deux balanciers qui équipent certaines montres et sont entraînés par un même ressort moteur via un train de rouages. Le mouvement résultant est une moyenne de la marche des deux balanciers qui se compensent alors mutuellement, ce qui améliore leur stabilité et précision. Dans le cas d'une réserve de marche (jauge affichant l'état de tension du ressort moteur de la montre), le différentiel permet d'indiquer les positions relatives du début et de la fin de la spirale du ressort et ce indépendamment du positionnement du tambour dans lequel est logé ce ressort. Car ce tambour tourne en continu de manière imperceptible et n'a donc pas de position de repos ou de point zéro sur lequel se baser pour fixer une graduation indiquant l'absence de tension. Un dernier cas concerne la nécessité d'obtenir une division d'engrenage avec des fractions mais dont les valeurs nécessiteraient des rouages tellement grands qu'ils sont pratiquement inutilisables. On procède alors, toujours mécaniquement, à une approche par une fraction aisément réalisable d'une première valeur, la plus proche du résultat attendu mais inférieure, et à une seconde par un autre train de rouages, proche mais cette fois approchant une valeur supérieure; le différentiel permet alors de "moyenner" les deux rotations pour obtenir un résultat plus précis.

## Inconvénient
Ce procédé présente le désavantage de transférer le même couple, c'est-à-dire l'effort en rotation, dans le même sens sur les deux côtés. Dans la plupart des cas d'utilisation, il serait plutôt souhaitable d'appliquer un couple supérieur sur l'arbre opposant la plus grande résistance, c'est-à-dire la roue ayant la meilleure adhérence. Dans un différentiel classique lorsqu'une des roues est posée sur un sol glissant (verglas par exemple) elle a tendance à tourner dans le vide, supprimant tout effort de traction.

## Véhicules sans différentiel
Il a aussi existé des véhicules sans différentiel : la Voisin Laboratoire de 1923, l'Isetta de 1953 ou les cyclecars des années 1920. Le problème était généralement résolu par une voie arrière réduite. Parfois la fonction même du différentiel pouvait être remplacée par un autre système mécanique, comme pour les DAF et leur système à variomatic, où le glissement de chacune des courroies de transmission autorisait la différence de vitesses entre les roues.
Le karting est un autre exemple de véhicule à quatre roues sans différentiel ; dans ce cas, le châssis doit être assez souple pour permettre à la roue arrière intérieure au virage de se soulever, de façon que le kart puisse tourner. Les essieux sont étroits (140 cm), le défaut induit en virage, moins important que sur les automobiles ordinaires, est souvent compensé par le glissement des roues sur la chaussée.
Une autre solution est de ne motoriser qu'une roue. Toutefois, le véhicule risque de dévier un peu, et cette solution n'est quasiment utilisée que pour les jouets tels que le tracteur à pédales pour enfants par exemple.
Certains constructeurs ont aussi utilisé des moyeux à roue libre, telles que ceux des vélos, avec lesquels la roue la plus rapide tourne librement pour "rattraper" la roue entrainée. Toutefois, bien que des constructeurs tels que Panhard vantaient le fait que cela évitait les effets - présentés comme néfastes - du frein moteur, ce système serait probablement considéré comme dangereux aujourd'hui.
Dans le cas des trains, soumis au même phénomène de vitesses différentes aux 2 roues solidaires d'un même essieu dans un virage, le profil de la roue est étudié pour que son diamètre varie en fonction de la distance du point de contact sur le rail avec le milieu de l'essieu. Dans un virage, la force centrifuge désaxe l'essieu du milieu de la voie vers l'extérieur du virage, le point de contact avec le rail se déplaçant vers le milieu de l'essieu. Or la portée de la roue est conique vers l'extérieur (plus on s'approche du milieu de l'essieu, plus la section augmente), mécaniquement la roue extérieure parcourra une plus grande distance que la roue intérieure à chaque tour de l'essieu. 

## Différentiel à glissement limité

### Mécanique
La faiblesse du différentiel ordinaire réside dans le fait que si une roue du train moteur n’adhère pas (par exemple roue sur la neige, dans la boue), l’ensemble de la transmission du couple se fait sur cette roue, et le véhicule n'avance plus correctement, voire plus du tout. Pour résoudre ce problème, certains différentiels sont conçus pour se limiter à partir d'un certain seuil de glissement (par exemple détectant un écart de couple entre les deux-demi arbres fixés aux planétaires) : ce sont les différentiels à glissement limité (DGL en français ou LSD pour limited-slip differential en anglais).
Les véhicules tout-terrain utilisent souvent ces dispositifs car ils sont prévus pour aller dans des terrains très meubles (boue, neige, etc.). Pour les véhicules puissants qui développent en général beaucoup de couple, il peut être nécessaire d'utiliser un ou plusieurs (sur un même essieu ou inter-ponts) DGL, en particulier en sport automobile. Dans ce cas, le véhicule peut modifier son comportement en virage, et au lieu de déraper, il conserve son adhérence mais peut modifier sensiblement la trajectoire prévisible, il gagne donc en motricité, lui permettant de relancer plus facilement après un virage.
Il existe plusieurs marques de différentiels à glissement limité (DGL) mécaniques. De nombreux brevets sont encore actifs, les solutions du marché comportent donc des différences notables. Parmi les modèles les plus courants, on peut citer les différentiels :
TorsenGleason Works, fabricant américain de pignons et engrenages, a déposé la marque Torsen, pour « TORque SENsing », utilisant une vis sans fin, principe inventé au milieu du XXe siècle par l'ingénieur américain Vernon Gleasman,
QuaifeFabricant anglais, soit en OEM chez Ford notamment, soit en pièce de remplacement,
GKN DrivelineFabricant japonais de DGL et de viscocoupleurs à glissement limité.
MercierDu nom de l'ingénieur de l'entreprise Renault, il utilise des engrenages paradoxaux, c'est-à-dire liant des roues tournant dans le même sens. Dans ce cas, le glissement spécifique plus important des dentures permet une transmission partielle du couple à la roue encore au contact avec le sol.
Rondelles de Frictionspermettant de limiter le glissement en agissant sur les planétaires tout en différenciant les phases d'accélération et de freinage
On dit souvent que le DGL est taré à x %, pour signifier qu'il tolère un écart de couple de 100-x % entre les demi arbres. Un DGL ne force pas les demi-arbres à être solidaires en cas de patinage d'une roue motrice, ce qui serait une opération mécaniquement très contraignante pouvant entraîner un risque de casse important.

### Électronique
Les différentiels à glissement limité peuvent être pilotés électroniquement tout en étant mécaniques, mais l'on trouve aussi des systèmes purement électroniques. Ces systèmes utilisent les freins pour limiter le couple transmis à une roue lorsqu'une survitesse est détectée. Cette vitesse est généralement déterminée à travers les capteurs de vitesse de roue. Cependant, la puissance est donc en partie dissipée dans les freins et non réellement transmise à une autre roue. Le moindre coût de ce système fait qu'il est utilisé par plusieurs constructeurs. Selon différentes sources, il n'offrirait cependant pas l'efficacité d'un différentiel mécanique,,.
Exemples :
- Alfa Romeo et le système Q2 électronique (certaines versions sont mécaniques) ;
- ADB-X pour BMW[8] ;
- ADS chez Audi[9] ;
- XDS+ chez Volkswagen ;
- Système d'optimisation d'adhérence chez Peugeot/Citroën/DS.

## Autres systèmes complémentaires
Il existe d'autres systèmes à glissement limité se plaçant en amont d'un différentiel. Un exemple en est le système Haldex, utilisé dans les groupes Volkswagen AG, Ford et General Motors, et qui repose sur un embrayage sophistiqué :
- le système Haldex Limited Slip Coupling de la société Haldex Traction AB, embrayage à disques multiples tournant dans un bain d'huile dont la pression est régulée électro-hydrauliquement par un système électronique.

Il permet de coupler partiellement ou totalement les essieux avant et arrière, par détection d'une différence des vitesses de rotation des arbres en amont (couplé à l'essieu avant) et en aval (essieu arrière) du dispositif. Cette architecture est performante et permet de gérer l'adhérence des quatre roues en compatibilité avec les ABS, ESP et autres systèmes électroniques. La performance essentielle du système réside dans son temps de réaction extrêmement court (une roue ne patine qu'environ un dixième de tour avant la réaction de l'embrayage), qui le rend comparable aux systèmes de transmission intégrale permanente. Ce système est aussi capable de prendre en compte, en temps réel, des paramètres subtils comme le diamètre différent de chaque roue (chaque pneu n'est jamais exactement du même diamètre, une « galette » roue de secours peut être utilisée)[réf. nécessaire].
La critique principale portée contre les systèmes du type Haldex est la consommation de puissance plus importante que dans les systèmes mécaniques sans fluide, toutefois, contrairement aux systèmes mécaniques qui sont toujours actifs (et de ce fait dissipent toujours de l’énergie), il peut ne pas être actif en condition normale et préserver un rendement moyen supérieur aux différentiels à glissement limité (DGL).

## Verrouillage ou blocage du différentiel
Certains véhicules tout terrain, nécessitant une motricité accrue sur des terrains meubles (tracteurs agricoles employés au labour par exemple), sont équipés de systèmes permettant de verrouiller totalement le ou les différentiels. Ces blocages sont adaptés uniquement pour une vitesse d'évolution lente et en ligne droite, ou sur terrain meuble afin de permettre le glissement des pneumatiques sur le sol. Dans le cas inverse, cela entraîne un ripage des pneumatiques entrainant leur usure sur le bitume voire une usure des arbres de transmission et des boîtes de transmission. Le blocage peut s'effectuer mécaniquement ou pneumatiquement.

### Différentiel autobloquant
Pour les articles homonymes, voir autobloquant.
Appelé aussi LSD, pour limited-slip differential.